# Хлебники (Кировская область)
 Хлебники  — деревня в Кирово-Чепецком районе Кировской области в составе Бурмакинского сельского поселения.

## География
Расположена на расстоянии менее 7 км на запад по прямой от центра поселения села Бурмакино.

## История
Известна с 1678 года как починок Петрушинской Реткина с 5 дворами, в 1764 100 жителей. В 1873 в починке (Петрушинский Реткино или Хлебниковский) дворов 10 и жителей 89, в 1905 (деревня Петра Редкина или Хлебники) 16 и 116, в 1926 (Хлебники или Петра Редкина) 24 и 116, в 1950 22 и 114, в 1989 3 жителя.

## Население
Постоянное население составляло 0 человек в 2002 году, 2 в 2010.